# 兴安藜芦
兴安藜芦（学名：Veratrum dahuricum）为黑藥花科藜芦属下的一个种。